# Bentinck Island, British Columbia
Bentinck Island är en ö i Kanada.   Den ligger i Capital Regional District och provinsen British Columbia, i den södra delen av landet, 3 600 km väster om huvudstaden Ottawa.